# Ulvenes rige
Ulvenes rige er en fransk film fra 2005 instrueret af Chris Nahon og med bl.a. Jean Reno i en ledende rolle.

## Synopsis
Den unge Anna Heymes (Arly Jover), er gift med en højtstående embedsmand i indenrigsministeriet. I mere end en måned, har hun lidt af frygtelige hallucinationer og periodiske hukommelsestab, der har betydet, at hun end ikke har kunnet genkende sin mand og efterfølgende har tvivlet på hans ærlighed.
På samme tid, i det 10. arrondissement, er politimanden Paul Nerteaux (Jocelyn Quivrin) i gang med en undersøgelse omkring tre døde tyrkiske kvinder, der har arbejdet i nogle illegale studier, og hvis lig er frygteligt molesterede. For at få hjælp til, at infiltrere det tyrkiske miljø, beder Nerteaux om hjælp hos en af sine gamle kolleger Jean-Louis Schiffer (Jean Reno). Ved hjælp af en psykiaters arbejde med at hjælpe Anna, bliver det klart, at der er en forbindelse mellem hende og mordene på de tyrkiske kvinder.

## Medvirkende
- Jean Reno: Jean-Louis Schiffer
- Arly Jover: Anna Heymes
- Jocelyn Quivrin: Paul Nerteaux
- Laura Morante: Mathilde Urano
- Philippe Bas: Laurent
- David Kammenos: Azer
- Didier Sauvegrain: Dr. Ackerman
- Patrick Floersheim: Charlier
- Etienne Chicot: Amien
- Albert Dray: Løjtnanten
- Vernon Dobtcheff: Kudseyi
- Élodie Navarre: La fliquette

## Ekstern henvisning
- Ulvenes rige på Internet Movie Database (engelsk)
- Ulvenes rige i Svensk Filmdatabas (svensk)
- Ulvenes rige på AlloCiné (fransk)
- Ulvenes rige på MovieMeter (nederlandsk)
- Ulvenes rige på AllMovie (engelsk)
- Ulvenes rige på Turner Classic Movies (engelsk)
- Ulvenes rige på The Movie Database (engelsk)
- Ulvenes rige på Rotten Tomatoes (engelsk)
- Ulvenes rige på Filmaffinity (engelsk)
- Ulvenes rige på Netflix (engelsk)